# CANDU
CANDU (англ. Canada Deuterium Uranium) — тяжеловодный водо-водяной ядерный реактор (типа PHWR) производства Канады.
В качестве замедлителя в CANDU используется тяжёлая вода, это позволяет (при достаточно больших размерах активной зоны и, соответственно, большом запасе ядерного топлива) использовать в качестве топлива обычный природный уран.
В отличие от большинства водо-водяных реакторов (например, ВВЭР), CANDU — канальный реактор, это позволяет заменять использованное топливо свежим, не останавливая реактор. Теплоносителем первого контура может быть как тяжёлая, так и обычная вода.
Аббревиатура CANDU является зарегистрированным товарным знаком и расшифровывается как «CANada Deuterium Uranium», подчёркивая две основные особенности реактора — использование тяжёлой (дейтериевой) воды и природного урана.
Помимо применения в самой Канаде (Дуглас-Пойнт, Дарлингтон, Пикеринг), реакторы CANDU экспортировались в Китай, Южную Корею, Индию, Румынию, Аргентину и Пакистан.

Схема реактора CANDU: 1 — твэлы; 2 — каландр (корпус реактора); 3 — стержни СУЗ 4 — компенсатор давления; 5 — парогенератор; 6 — питательный насос; 7 — главный циркуляционный насос; 8 — топливоперегрузочная машина; 9 — замедлитель (тяжёлая вода); 10 — технологические каналы; 11 — пар на турбину; 12 — конденсат из турбины; 13 — гермооболочка

## История
Было разработано два основных типа реакторов CANDU: реактор первоначальной конструкции, которая предполагала мощность около 500 МВт, предназначенный для использования в многореакторных установках на крупных станциях, и улучшенный CANDU 6 на 600 МВт, предназначенный для использования в одиночных автономных блоках или в небольших многоблочных установках. Блоки CANDU 6 были построены в Квебеке и Нью-Брансуике, а также в Пакистане, Аргентине, Южной Корее, Румынии и Китае. Единственный образец, отличный от CANDU 6, был продан в Индию. Многоблочная конструкция использовалась только в Онтарио и росла в размерах и мощности, достигнув около 880 МВт в блоках, установленных на Дарлингтонской атомной электростанции. В результате улучшения более крупных единиц способом, подобным CANDU 6, были разработаны реакторы CANDU 9.
К началу 2000-х перспективы продаж оригинальных моделей CANDU сократились из-за появления новых разработок от других компаний. В ответ AECL отменила разработку CANDU 9 и перешла к конструкции усовершенствованного реактора CANDU (ACR), но он оказался невостребованным. Последняя потенциальная продажа была связана с расширением в Дарлингтоне, но она была отменена в 2009 году. В октябре 2011 года федеральное правительство Канады передало лицензию на конструкцию CANDU компании Candu Energy (дочерней компании, находящейся в полной собственности SNC-Lavalin), которая в то время также приобрела бывшее подразделение AECL по разработке и маркетингу реакторов. Candu Energy предлагает услуги по поддержке существующих площадок и завершает строительство ранее остановленных установок в Румынии и Аргентине в рамках партнерства с Китайской национальной ядерной корпорацией. SNC Lavalin, преемник AECL, занимается продажей новых реакторов CANDU 6 в Аргентине (Atucha 3), а также в Китае и Великобритании. Попытки продажи реактора ACR были прекращены.
В 2017 году в результате консультаций с представителями индустрии министерство природных ресурсов разработало «Дорожную карту малых модульных реакторов (ММР)». В результате SNC-Lavalin разработала 300 мегаваттный, CANDU SMR. В 2020 году CANDU SMR не был выбран для дальнейших проектных работ по канадскому демонстрационному проекту. SNC-Lavalin все еще рассматривает возможность продажи ММР мощностью 300 МВт из-за прогнозируемого спроса в связи с политикой смягчения изменения климата.

## Особенности конструкции
В целом работа CANDU похожа на работу других реакторов. Реакции деления в активной зоне реактора нагревают воду под давлением в первом контуре охлаждения. Теплообменник, также известный как парогенератор, передает тепло второму контуру, пар в котором приводит в действие паровую турбину с присоединенным к ней электрическим генератором. Отработанный пар из турбин затем охлаждается, конденсируется и возвращается в качестве жидкого теплоносителя в парогенератор. Для окончательного охлаждения часто используется холодная вода из близлежащего водоёма, такого как озеро, река или океан. Новые электростанции CANDU, такие как Дарлингтонская атомная электростанция недалеко от Торонто, используют диффузор для распределения теплой воды на выходе по большему объему и ограничения воздействия на окружающую среду. Хотя на сегодняшний день все заводы CANDU использовали охлаждение с открытым циклом, современные конструкции CANDU могут вместо этого использовать градирни.
Ключевое отличие данных реакторов от других — конструкция активной зоны и первичного контура охлаждения. Природный уран состоит в основном из урана-238 с небольшим количеством урана-235 и следовым количеством других изотопов. При делении этих элементов высвобождаются высокоэнергетические нейтроны, которые могут вызвать деление и других атомов 235U в топливе. Но наибольшая эффективность этого процесса достигается при более низких энергиях нейтронов (тепловые нейтроны). В большинстве реакторов используется замедлитель нейтронов той или иной формы для снижения энергии нейтронов. Энергия, потерянная нейтронами во время этого процесса, нагревает замедлитель, тепло которого и преобразуется в энергию.
В большинстве конструкций коммерческих реакторов в качестве замедлителя используется обычная вода. Вода поглощает нейтроны так эффективно, что становится невозможно поддерживать реакцию в природном уране. В CANDU «легкая» вода заменена тяжелой. Дополнительный нейтрон тяжелой воды снижает ее способность поглощать избыточные нейтроны, что позволяет достичь лучшей эффективности, и даёт возможность CANDU работать на необогащённом природном уране или уране, смешанном с другими элементами, такими как плутоний и торий. Таким образом, реактор обладает лучшей экономической эффективностью, так как отсутствуют затраты на обогащение урана, что также дает преимущество для контроля за распространением ядерного оружия, поскольку нет необходимости в установках по обогащению, которые также могут быть использованы для военных целей.
В традиционных конструкциях легководных реакторов вся активная зона помещается в большой корпус. Количество тепла, которое может быть удалено единицей хладагента, зависит от температуры; за счет повышения давления вода может быть нагрета до гораздо более высоких температур, тем самым отводя больше тепла и позволяя активной зоне быть меньше и эффективнее.
Создание корпуса требуемого размера стало непростой задачей, и во время проектирования CANDU у тяжелой промышленности Канады не было необходимого опыта и возможностей для литья и механической обработки корпусов реакторов требуемого размера. Проблема также усугублялась и низкой плотностью ядерного топлива в природном уране, что потребовало большего размера активной зоны реактора. Эта проблема была настолько серьезной, что даже относительно небольшой корпус, первоначально предназначенный для использования в NPD до его модификации, не мог быть изготовлен внутри страны и должен был производиться в Шотландии. Считалось, что отечественная разработка технологии производства корпусов размеров, необходимых для промышленных тяжеловодных энергетических реакторов, маловероятна.
В обычном водо-водяном реакторе для замены топлива требуется «отключить» активную зону и открыть корпус высокого давления. В CANDU необходимо сбросить давление только в одной заправляемой трубке. Это позволяет системе CANDU постоянно дозаправляться топливом без отключения, что является еще одним важным преимуществом. В современных системах два манипулятора прикрепляются к граням реактора и открывают торцевые заглушки напорной трубы. Один из них проталкивает новое топливо, в результате чего отработанное топливо выталкивается и собирается на другом конце. Существенным эксплуатационным преимуществом оперативной перегрузки топлива является то, что неисправный или негерметичный пучок топлива может быть удален из активной зоны после его обнаружения, что снижает уровень радиации в первом контуре охлаждения.
Каждый топливный пучок представляет собой цилиндр, собранный из тонких трубок, заполненных керамическими таблетками оксидно-уранового топлива. В более старых конструкциях пучок состоял из 28 или 37 ТВЭЛов полуметровой длины, при этом 12-13 таких сборок располагались встык в напорной трубе. Более новая связка CANFLEX имеет 43 топливных элемента с двумя размерами элементов (поэтому номинальная мощность может быть увеличена без плавления самых горячих топливных элементов). Она составляет порядка 10 см в диаметре и 50 см длину, весит около 20 кг и призвана в конечном итоге заменить 37-элементный пучок. Чтобы нейтроны могли свободно проникать между пучками, трубки и жгуты изготовлены из нейтронно-прозрачного циркалоя (цирконий + 2,5 % масс. ниобия).

### Преимущества от использования тяжёлой воды
Природный уран представляет собой смесь изотопов, состоящую в основном из урана-238, лишь с 0,72 % урана-235, способного к делению. Реактор нацелен на постоянную скорость деления: нейтроны, высвобождаемые при делении, вызывают такое же количество делений в других делящихся атомах. Этот баланс называется критичностью. Нейтроны, высвобождаемые в этих реакциях, обладают высокими энергиями и с трудом вступают в реакцию с окружающим ядерным топливом. Чтобы улучшить эту скорость, необходимо понизить их энергию, в идеале до той же энергии, что и сами атомы топлива. Поскольку эти нейтроны находятся в тепловом равновесии с топливом, их называют тепловыми нейтронами.
Замедление также помогает разделить нейтроны и уран, поскольку 238U имеет большое сродство к нейтронам промежуточной энергии («резонансное» поглощение), но легко расщепляется только несколькими нейтронами с энергией выше ≈1,5-2 МэВ. Поскольку большая часть топлива обычно представляет собой 238U, большинство конструкций реакторов основаны на тонких топливных стержнях, разделенных замедлителем, что позволяет нейтронам перемещаться в замедлителе, прежде чем снова попасть в топливо. При этом высвобождается больше нейтронов, чем необходимо для поддержания цепной реакции; когда уран-238 поглощает их избыток, образуется плутоний-239, который помогает компенсировать истощение урана-235. В конце концов, накопление продуктов деления, которые поглощают нейтроны даже больше, чем 238U, замедляет реакцию и требует дозаправки.
Лёгкая вода — отличный замедлитель: атомы протия по массе очень близки к нейтрону и могут поглотить большое количество энергии за одно столкновение. Лёгкий водород также довольно эффективно поглощает нейтроны, оставляя лишь количество, недостаточное для того, чтобы вступить в реакцию с небольшим количеством 235U в природном уране, предотвращая возникновение критичности. Чтобы обеспечить критичность, топливо необходимо обогатить, увеличив количество 235U до пригодного для использования уровня. В легководных реакторах топливо обычно обогащают до 2-5 % по 235U. Этот процесс требует больших экономических издержек, к тому же существует возможность использования обогатительных установок для создания оружейного урана.
Таким образом, благодаря использованию тяжёлой воды CANDU не только «сжигает» природный уран, но и делает это более эффективно. В целом, реакторы CANDU используют на единицу произведённой электроэнергии на 30-40 % меньше добытого урана, чем легководные реакторы. Это главное преимущество тяжеловодной конструкции; он не только требует меньше топлива, но и, поскольку топливо не нужно обогащать, дешевле и цена единицы топлива.
Ещё одной уникальной особенностью тяжёлой воды является большая стабильность цепной реакции. Это связано с относительно низкой энергией связи ядра дейтерия (2,2 МэВ), что приводит к тому, что некоторые высокоэнергитические нейтроны и гамма-лучи разрушают ядра дейтерия, образуя дополнительные нейтроны. Гамма-излучение, как образующееся непосредственно при делении, так и возникающее при распаде осколков деления, обладает достаточной энергией, а периоды полураспада осколков деления составляют от секунд до часов или даже лет. Медленная скорость реакции нейтронов, генерируемых гамма-излучением, задерживает реакцию реактора и дает операторам дополнительное время в случае возникновения чрезвычайной ситуации. Поскольку гамма-лучи распространяются через воду на несколько метров, повышенная скорость цепной реакции в одной части реактора вызовет реакцию остальной части реактора, позволяя отрицательной обратной связи стабилизировать реакцию.
С другой стороны, нейтроны деления сильно замедляются, прежде чем достигнут другого топливного стержня, а это означает, что нейтронам требуется больше времени, чтобы добраться из одной части реактора в другую. Таким образом, если цепная реакция ускорится в одной секции реактора, изменение будет медленно распространяться на остальную часть активной зоны, давая время для реагирования в аварийной ситуации. Независимость энергии нейтронов от используемого ядерного топлива обеспечивает гибкость топлива в реакторе CANDU, поскольку каждая связка топлива будет находиться в одной и той же среде и одинаково влиять на своих соседей, независимо от того, является ли делящимся материалом уран-235, уран-233 или плутоний.
Канада разработала конструкцию тяжеловодного замедлителя для изучения ядерной энергии, не имея доступа к обогатительным предприятиям. Системы обогащения военного времени были чрезвычайно дороги в строительстве и эксплуатации, тогда как тяжёлая вода позволяла использовать природный уран в экспериментальном реакторе ZEEP. Несмотря на то, что была разработана гораздо менее дорогая система обогащения с использованием газовой центрифуги, она была засекречена. Поэтому CANDU был разработан для использования природного урана.

## Безопасность
CANDU включает в себя ряд функций активной и пассивной безопасности. Некоторые из них вытекают из особенностей его расположения.
Конструкции CANDU имеют положительный паровой коэффициент реактивности, а также небольшой коэффициент мощности, что обычно считается нежелательным. Это означает, что пар, образующийся в теплоносителе, увеличивает скорость реакции, что, в свою очередь, приводит к образованию большего количества пара. Это одна из многих причин более холодного замедлителя в каландре, поскольку даже серьезное попадание пара в активную зону не окажет серьезного влияния на общий цикл замедления. Какой-либо значительный эффект будет достигнут, только если сам замедлитель начнет кипеть, но больша́я теплоёмкость гарантирует, что это будет происходить медленно. Намеренно «вялая» реакция процесса деления в CANDU дает диспетчерам больше времени для диагностики и решения проблем.
Топливные каналы могут сохранять критичность только в том случае, если они механически исправны. Если температура топливных пучков возрастает до точки, при которой они становятся механически неустойчивыми, их горизонтальное расположение вызовет их деформацию под действием силы тяжести, смещая расположение пучков и снижая эффективность реакций. Поскольку исходное расположение топлива является оптимальным для цепной реакции, а топливо из природного урана имеет небольшую избыточную реактивность, реакция может остановиться при достаточно большой величине деформации. Это не остановит выработку тепла от распада продуктов деления, которое будет по-прежнему давать значительный объем тепла. Если этот процесс еще больше ослабит пучки топлива, напорная трубка, в которой они находятся, в конечном итоге согнется настолько, что коснётся трубки каландра, что позволит эффективно передавать тепло в бак замедлителя. Сосуд замедлителя сам по себе обладает значительной теплоёмкостью, к тому же обычно поддерживается относительно прохладным.
Тепло, выделяемое продуктами деления, первоначально будет составлять около 7 % от полной мощности реактора, что требует достаточно эффективного охлаждения. Конструкцией CANDU предусмотрено несколько систем аварийного охлаждения, а также ограниченную возможность самонакачки за счет тепловых эффектов (парогенератор находится значительно выше реактора). Даже в случае катастрофической аварии и расплавления активной зоны реактивность топлива не повышается в легкой воде.
Обычно скорость деления контролируется отсеками с лёгкой водой, называемыми регуляторами жидкостной зоны, которые поглощают избыток нейтронов, и регулирующими стержнями, которые можно поднимать или опускать в активную зону для управления потоком нейтронов. Они используются для нормальной работы, позволяя контроллерам регулировать реактивность массы топлива, поскольку в разных частях реакция деления обычно проходит с разной скоростью в зависимости от их положения. Регулировочные стержни также можно использовать для замедления или полного прекращения ядерных реакций. Поскольку эти стержни вставляются в каландры низкого давления, а не в топливные трубы высокого давления, они не будут «выбрасываться» паром, как это могло бы произойти во многих водо-водяных реакторах.
Также имеются две независимые быстродействующие системы аварийного отключения. Запорные стержни удерживаются над реактором электромагнитами и падают под действием силы тяжести в активную зону, чтобы быстро прекратить реакцию деления. Эта система работает даже в случае полного отключения электроэнергии, поскольку электромагниты удерживают стержни вне реактора только при наличии питания. Вторичная система впрыскивает раствор поглотителя нейтронов нитрата гадолиния под высоким давлением в каландр.